# Borgonovo Val Tidone
Borgonovo Val Tidone (Burgnöv [burɡˈnøːv] o [burɡˈnoːv] in dialetto piacentino) è un comune italiano di 8 286 abitanti della provincia di Piacenza in Emilia-Romagna.

## Geografia fisica

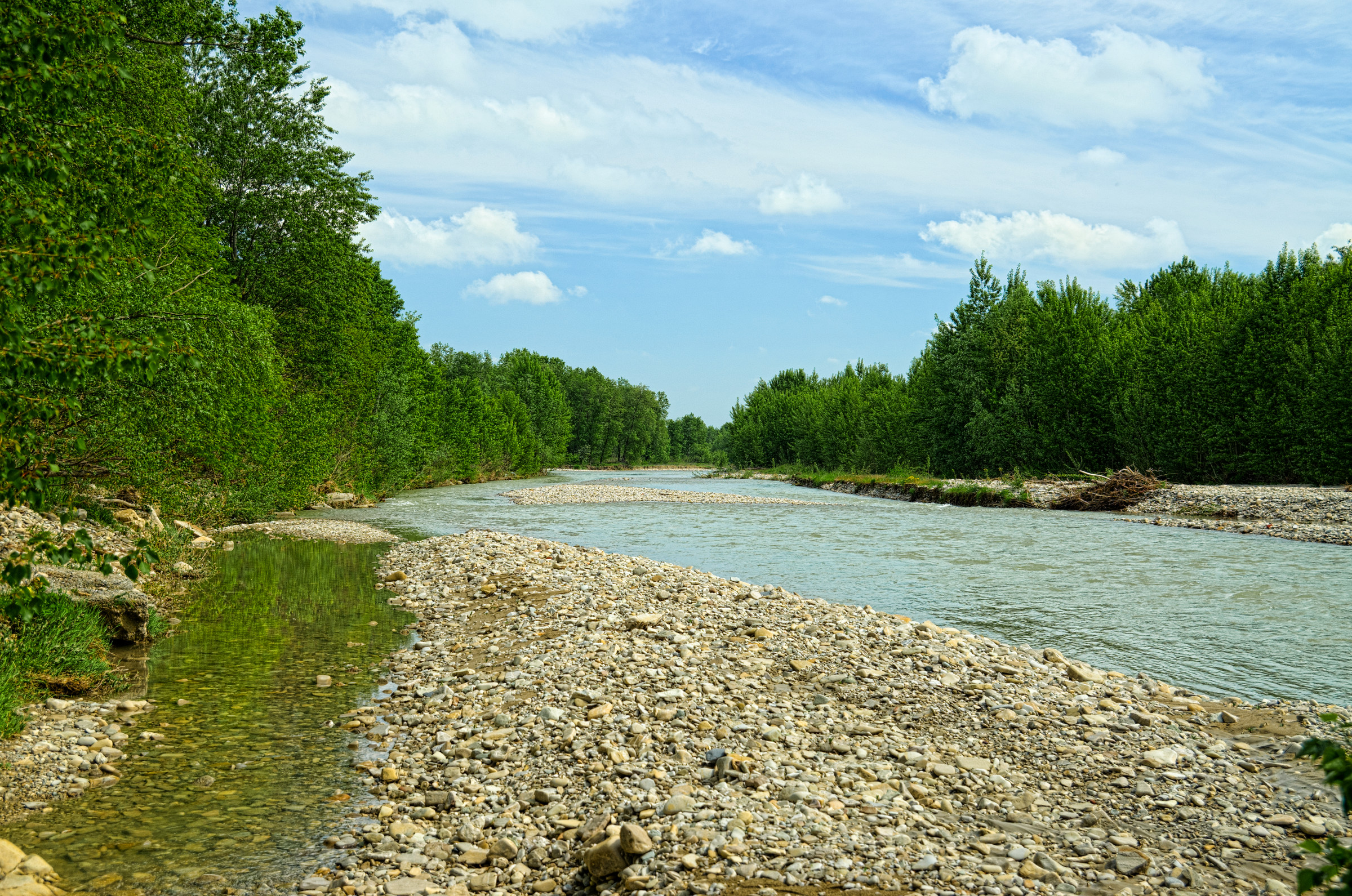
Il torrente Tidone

Il comune di Borgonovo Val Tidone è posto sulla confluenza tra la pianura Padana e le prime propaggini collinari dell'Appennino ligure, nella bassa val Tidone. Il territorio comunale è delimitato a est dal corso del torrente Tidone, ed è attraversato anche dai torrenti Torto, Marara, Carona e Corniolo.

## Storia
La zona del comune di Borgonovo fu abitata fin dall'antichità, fatto provato dal ritrovamento di reperti nelle zone di Castelnovo e Bilegno.
Alla fine del VII secolo venne costituita la pieve di San Giorgio di Bilegno, in seguito elevata a collegiata. Tra il X e il XII secolo vennero costruiti i castelli di Corano, Castelnovo e Mottaziana, nonché le chiese di Breno e Bruso.
Il centro di Borgonovo venne fondato nel 1196 da parte del comune guelfo di Piacenza presso la località di Casarnerio (o Casarnello) perché difendesse la bassa val Tidone e il territorio piacentino dalle mire ghibelline di Bobbio e Pavia; l'oppidum, detto di Borgo Novo, era fortificato da mura, fossato, castello e torri. Borgonovo aveva forma rettangolare, con le vie parallele e trasversali ad angolo retto, secondo un piano urbanistico molto ordinato, e era dotato di due porte, una posta verso sud e l'altra posta verso nord. Intorno alle mura fu scavato un profondo fossato che in tempo di guerra pare fosse riempito d'acqua. Dopo tre anni il borgo, la cui costruzione non era stata completata del tutto, fu distrutto da milizie pavesi. Ricostruito dai consoli piacentini, venne dotato di una rocca, situata sul lato nord del borgo.

La rocca Sforzesca in una cartolina degli anni '80

Nel 1215 le truppe pavesi attaccarono nuovamente la zona distruggendo il castello di Castelnovo, ma non riuscendo a prendere la rocca del capoluogo, che era, nel frattempo, diventata la sede del feudo. Nel 1242 i castelli di Corano e Castelnovo vennero distrutti da re re Enzio. Tra il 1267 e il 1272 l'intera val Tidone subì gli attacchi delle truppe ghibelline al comando di Ubertino Landi, a causa di questi attacchi anche la rocca risultò danneggiata.
Il feudo fu, negli anni, assegnato in successione a numerose famiglie nobili: a cominciare dalla famiglia Arcelli, per poi passare, dopo il 1313, insieme a tutta la val Tidone, nel ducato di Milano sotto il dominio della famiglia Visconti, a Jacopo Dal Verme. Nel 1412 Filippo Arcelli e il fratello Bartolomeo ricevettoro l'investitura sulla valtidone da parte di Filippo Maria Visconti.
Con la morte dell'Arcelli, nel 1438, il feudo venne diviso fra Niccolò Piccinino, a cui andò la rocca, Lazzaro Radini Tedeschi, a cui andò Corano, e Luigi Dal Verme, conte di Bobbio e Voghera, signore di Pianello Val Tidone, Castel San Giovanni, della val Tidone e altri feudi, a cui andò tutto il territorio restante con le località di Castelnovo, Bilegno, Casturzano.
Nel 1447 il duca di Milano Francesco Sforza cacciò Jacopo Piccinino, restaurando il potere della famiglia Arcelli, tuttavia, con la morte di Lazzaro Arcelli, avvenuta due anni dopo, lo Sforza decise di creare il feudo della contea di Borgonovo, assegnandolo nel 1451 in dote al figlio Sforza Secondo Sforza che aveva sposato Antonia Dal Verme, figlia del conte Luigi Dal Verme, assicurandosi così l'appoggio della casata Dal Verme al ducato di Milano. Successivamente, nel 1679 il feudo passò ai Farnese che lo concedettero ai marchesi Zandemaria nel 1701.
Alla fine del XVIII secolo, in età napoleonica, il feudo venne requisito agli Zandemaria, ai quali rimase comunque la proprietà della rocca, con la creazione del comune. Nel 1815 venne aggregato al comune di Borgonovo il comune di Castelnovo Val Tidone, fino a quel momento autonomo. 
Nel 1875 la famiglia Zandemaria vendette la rocca al comune che ne fece la sede del municipio e della pretura, mentre le mura di cinta del borgo vennero completamente abbattute e sostituite da viali di circonvallazione.
L'11 novembre 2015 il consiglio comunale deliberò l'invio alla regione di un'istanza per l'avvio del procedimento di fusione con il confinante comune di Ziano Piacentino; Il successivo 22 dicembre l'assemblea legislativa approvò la proposta di legge sull'indizione di un referendum consultivo, poi deliberato con decreto del presidente della giunta regionale e fissato per il 6 marzo. Il referendum vide la vittoria del no nel comune di Ziano e del sì nel comune di Borgonovo: a causa della vittoria del no a Ziano, l'avanzamento della proposta di fusione venne bloccato.

### Simboli
Stemma
Il dado nella prima partizione è ripreso dallo stemma di Piacenza; il leone era l'emblema originario degli Attendolo-Sforza, che furono per un certo tempo signori di Borgonovo, con il cotogno tra le branche che allude a Cotignola, località d'origine degli Sforza. Il motto latino si riferisce alla nascita del centro come avamposto fortificato. Lo scudo aveva forma gotica ed era timbrato dalla corona prevista durante il Regno d'Italia per i comuni con più di 3 000 abitanti.
Gonfalone

## Monumenti e luoghi di interesse

### Architetture religiose
Collegiata di Santa Maria AssuntaEdificio in stile gotico costruito nei primi anni del XIII secolo e, in seguito, ricostruito e ampliato nel XV secolo, con la consacrazione avvenuta da parte del vescovo di Piacenza Campesio nel 1455. La torre campanaria in stile romanico è, invece, preesistente alla ricostruzione, risalendo alla prima parte del duecento. L'edificio è realizzato in mattoni rossi a vista e presenta un unico portale sormontato da una lunetta decorata da una Madonna tra i Santi.
Chiesa dell'Immacolata ConcezioneChiesa in stile barocco situata nel centro del paese e risalente al seicento; originariamente presentava un campanile su tre livelli sul lato destro della facciata, andato successivamente distrutto e rimpiazzato da un basso campanile posto sul lato opposto del fronte. L'edificio presenta una struttura ottagonale, mentre all'interno sono presenti pavimenti in marmo e la cupola affrescata.
Convento e chiesa di san BernardinoCitati per la prima volta in un testamento del 1414 come destinatari di una donazione, gli edifici vennero ricostruiti in stile neogotico a partire dal 1882 su progetto dell'architetto Barbieri. L'edificio è realizzato in mattoni a vista e presenta una pianta a navata unica. La chiesa contiene al suo interno degli affreschi eseguiti dal pittore piacentino Luciano Ricchetti nel 1957.

### Architetture civili
Palazzo Baldini Radini TedeschiEdificio risalente al XVI secolo situato nei pressi della collegiata e realizzato in mattoni a vista. L'edificio ha subito pesanti modifiche nel corso del settecento. All'interno è presente uno scalone risalente al 1736 che permette l'accesso al salone principale a doppio volume.
Villa Calciati con l'annesso oratorio di San RoccoVilla risalente al XVIII secolo situata nella parte sud del capoluogo comunale, all'interno del complesso si trova lo sconsacrato oratorio di san Rocco, risalente al XVI secolo e dedicato a san Rocco, del quale era stato invocato l'aiuto durante un'epidemia di peste. L'edificio, ancora consacrato nel XVIII secolo, venne sconsacrato in un periodo imprecisato.

### Architetture militari
Castello di BrenoCastello composto da una torre, probabilmente risalente al periodo compreso tra la fine del XII e l'inizio del XIII secolo, e il resto del fortilizio, citato per la prima volta nel 1408 in un documento che attesta la conquista dell'edificio da parte della famiglia Arcelli Fontana e la cattura del castellano Carlo Scotto.
Castello di BilegnoDi proprietà inizialmente della famiglia Malvicini, l'edificio venne venduto a Luigi Dal Verme nel 1456. Successivamente venne ceduto dai Dal Verme prima a Ludovico Glusiani e poi a Matteo Scarlioni, mentre nel 1685 vi risultavano infeudati i conti Passerini. Il castello, trasformato per un uso residenziale, presenta ancora alcuni aspetti riconducibili all'originaria funzione militare. Nel complesso si trova una torre al cui interno è presente una sala con un camino realizzato in arenaria decorato da uno stemma e da un tema floreale.

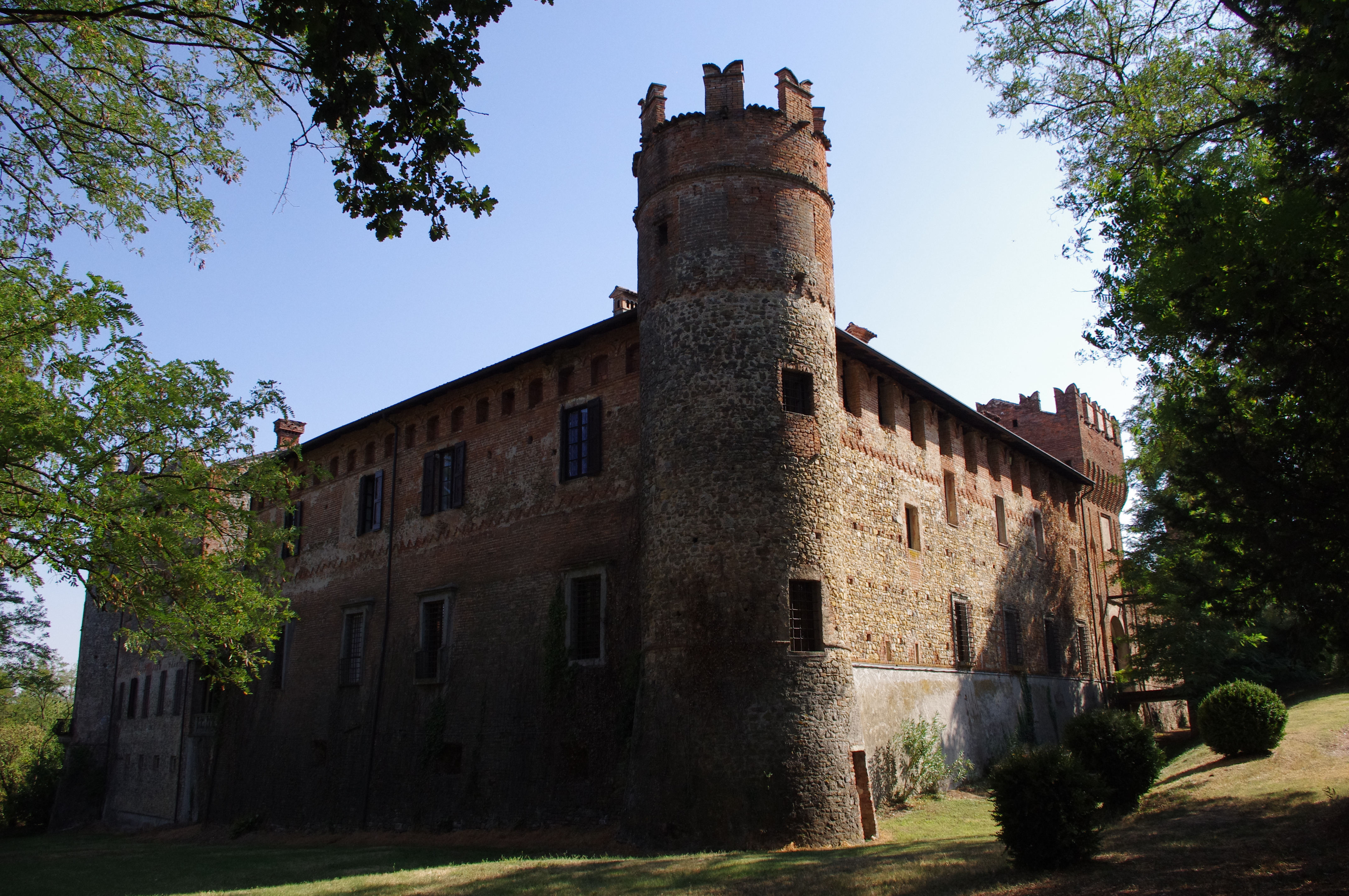
Il castello di Castelnovo

Castello di CastelnovoCostruito nel XIV secolo poco distante dalle rovine di un preesistente castello citato per la prima volta poco dopo l'anno mille, presenta una pianta trapezoidale con torri poste su tre dei quattro angoli della struttura e accesso tramite ponte levatoio sormontato da un'ulteriore torre. Il castello è circondato da un parco con piante secolari accessibile tramite un viale alberato risalente all'Ottocento e inaugurato alla presenza di Maria Luigia d'Austria.

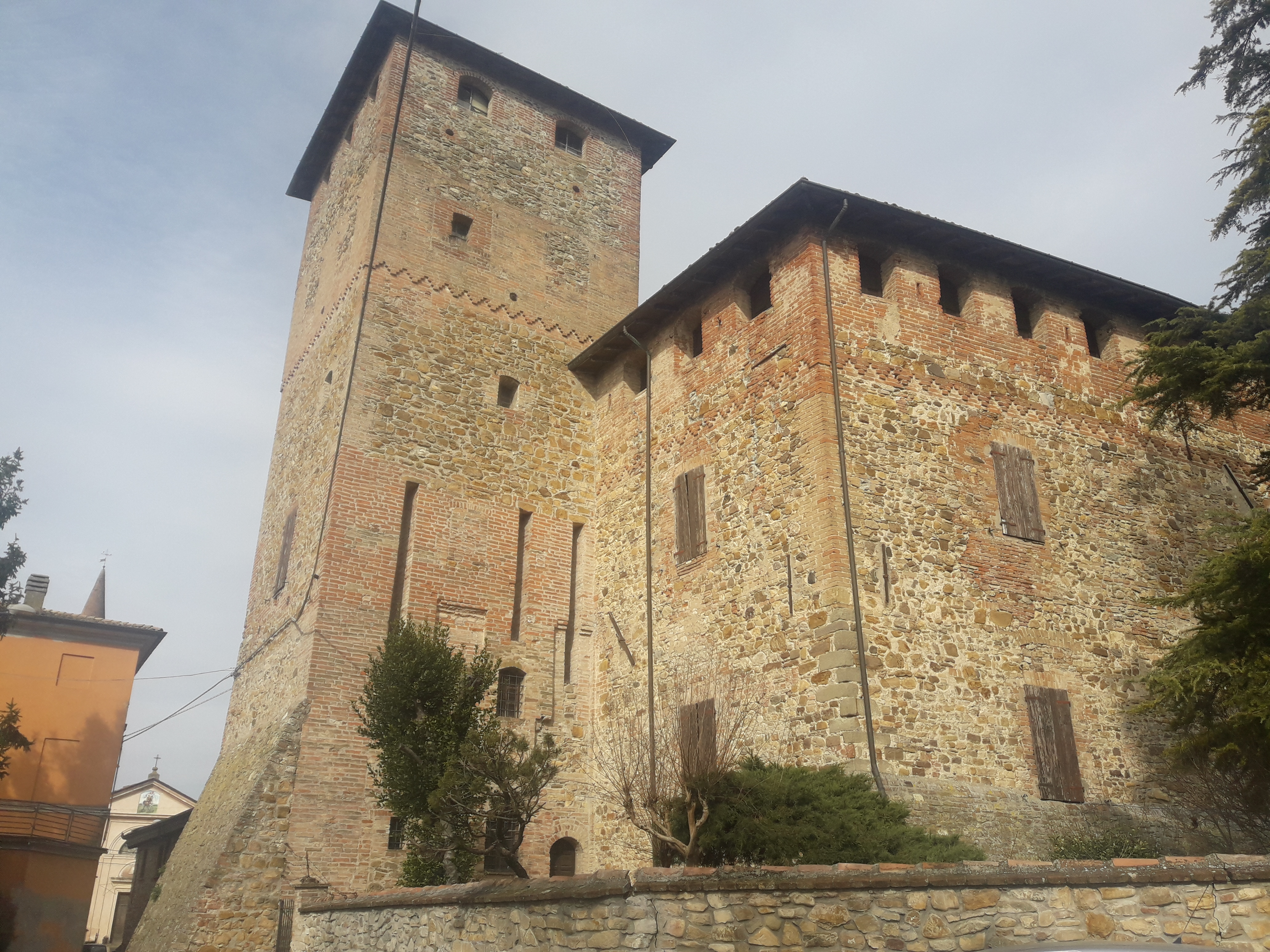
Il castello di Corano

Castello di CoranoCostruito in epoca ignota, venne distrutto nel XII secolo dalle truppe del Barbarossa e, ancora, nel 1241 da re Enzio. Ricostruito, venne occupato dalle truppe pontificie nel 1372 per, poi, venire rapidamente riconquistato dai Visconti. Nel 1417 venne incendiato dal conte di Carmagnola durante un'azione contro la famiglia Arcelli. L'edificio è costituito da un fabbricato monoblocco con struttura a forma di trapezio a cui è addossata, sul lato minore, una torre, che riporta le tracce di uno scomparso ponte levatoio e che, probabilmente, è di costruzione precedente rispetto al resto dell'edificio.
Castello di MottazianaCitato per la prima volta nella cronaca del Guarino, nel 1314 venne requisito al proprietario Nicolino Ziliani da parte di Galeazzo I Visconti. La famiglia Ziliani rientrò in possesso del forte negli anni successivi, con l'aiuto delle truppe pontificie. Conquistato e distrutto nel 1417 da parte del conte di Carmagnola, venne ricostruito dagli Ziliani a partire dal 1453. Tra il XVII e il XVIII secolo l'edificio viene completamente trasformato in residenza signorile, con l'eliminazione della gran parte degli originari caratteri medievali.
Rocca SforzescaSituata all'ingresso del paese, venne costruita nel XIII secolo, subendo, poi, varie distruzioni e ricostruzioni nei secoli successivi. L'edificio presenta una struttura rettangolare con due torri angolari quadrate. L'edificio è circondato da un terrapieno, originariamente fossato riempito d'acqua, che viene superato da due ponti in muratura che hanno sostituito gli originari ponti levatoi. L'edificio ospita la sede comunale e alcune abitazioni private.

### Altro
Monumento ai CadutiConosciuto anche come "allegoria della Vittoria come aquila", il monumento è dedicato ai caduti della prima e della seconda guerra mondiale ed è posizionato in piazza Garibaldi, di fronte alla rocca. Il monumento è formato da una colonna marmorea posta sopra a un basamento a forma di parallelepipedo. Sulla colonna si trova un'aquila in bronzo che sormonta un festone. Il monumento fu realizzato prima del 1921, anno in cui ne è testimoniata la presenza, reimpiegando una colonna recuperata durante il secolo precedente nella rocca per la quale non si era stati in grado di accertare la provenienza.
Monumento ai Caduti di CoranoMonumento situato nell'omonima frazione formato da una colonna spezzata sormontante un libro in pietra sul quale sono indicati i nomi dei caduti coranesi durante i due conflitti mondiali. Originariamente posto davanti alle scuole, venne traslato di fronte alla chiesa in occasione della soppressione del plesso scolastico.
Monumento ai Caduti di CastelnovoLapide dedicata ai caduti della frazione di Castelnovo durante la prima e la seconda guerra mondiale. Si trova nella chiesa parrocchiale frazionale, dedicata a San Martino Vescovo.
Monumento ai Caduti di MottazianaMonumento situato nell'omonima frazione, si presenta come un'edicola classicheggiante e è decorato con un bassorilievo raffigurante un soldato ferito oppure morente che offre al cielo il suo cuore e il suo elmetto a testimonianza della sua dedizione. Si trova sulla facciata della locale chiesa dedicata a Sant'Alessio.

## Società

### Evoluzione demografica
Abitanti censiti

## Cultura

### Eventi
- Fiera dell'Angelo: tradizionale fiera svolta il lunedì dell'Angelo con bancarelle lungo le vie del paese, esposizione di macchine agricole e animali e rassegna enogastronomica[31].
- Festa d' la chisöla: sagra organizzata il primo weekend del mese di settembre e dedicata alla chisöla, focaccia tradizionale con i ciccioli, riconosciuta dalla denominazione De.Co.[32]

## Infrastrutture e trasporti
Tra il 1894 e il 1938 il comune fu servito dalla tranvia Piacenza-Pianello-Nibbiano, lungo la quale erano poste nel territorio comunale le fermate di Casa Gatta, Casa Verde, Borgonovo Val Tidone, Ponte del Rio, Castelnovo Val Tidone, Scambio Castelnovo M., Fabbiano e Spada.
Il capoluogo è attraversato dalla strada statale 412 della Val Tidone che attraversa il territorio comunale da nord a sud. Interessano il comune di Borgonovo anche la strada provinciale 11 di Mottaziana che conduce verso il capoluogo provinciale, la strada provinciale 37 di Sarmato che unisce l'omonimo comune con Borgonovo, la strada provinciale 33 di Cantone che si dirama dalla strada statale 412 raggiungendo Agazzano, la strada provinciale 27 di Ziano che da Borgonovo raggiunge Ziano Piacentino per, poi, proseguire fino al confine con la provincia di Pavia e la strada provinciale 44 di Montalbo che unisce Castel San Giovanni a Trevozzo, frazione di Alta Val Tidone.

## Amministrazione
Di seguito è presentata una tabella relativa alle amministrazioni che si sono succedute in questo comune.
| Periodo         | Periodo         | Primo cittadino      | Partito                                    | Carica      | Note   |
| --------------- | --------------- | -------------------- | ------------------------------------------ | ----------- | ------ |
| 11 ottobre 1988 | 3 febbraio 1993 | Bruno Sacchelli      | PCI, PDS                                   | Sindaco     | [ 35 ] |
| 3 febbraio 1993 | 21 giugno 1993  | Loretiana Bevilacqua |                                            | Comm. pref. | [ 35 ] |
| 21 giugno 1993  | 28 aprile 1997  | Bruno Sacchelli      | Partito Democratico della Sinistra         | Sindaco     | [ 35 ] |
| 28 aprile 1997  | 14 maggio 2001  | Pietro Ozzola        | Centro-sinistra                            | Sindaco     | [ 35 ] |
| 14 maggio 2001  | 30 maggio 2006  | Domenico Francesconi | Lista civica                               | Sindaco     | [ 35 ] |
| 30 maggio 2006  | 17 maggio 2011  | Domenico Francesconi | Lista civica                               | Sindaco     | [ 35 ] |
| 17 maggio 2011  | 5 giugno 2016   | Roberto Barbieri     | Il Popolo della Libertà, Lega Nord         | Sindaco     | [ 35 ] |
| 5 giugno 2016   | 3 ottobre 2021  | Pietro Mazzocchi     | Forza Italia, Lega Nord, Fratelli d'Italia | Sindaco     | [ 35 ] |
| 3 ottobre 2021  | in carica       | Monica Patelli       | Lista civica Borgo Nuova                   | Sindaco     | [ 35 ] |

### Gemellaggi
- Fontenay-sous-Bois, dal 1986[36].

### Altre informazioni amministrative
A partire dal 2014, anno di costituzione dell'ente, Borgonovo Val Tidone ha fatto dell'Unione della Bassa Val Tidone insieme ai comuni di Castel San Giovanni e Ziano Piacentino. Nel 2015, anno in cui venne costituita un'unica unione nella porzione piacentina della val Tidone, l'Unione dei comuni Val Tidone, con il contestuale scioglimento dell'unione di cui faceva parte, il comune di Borgonovo decise di non partecipare al nuovo ente.